# Хидробиологија
Хидробиологија (грч. hydor - вода, bios - живот, logos - наука) је наука о воденим екосистемима у којима истражује њихову структуру и функције; проучава физичке, хемијске и биолошке карактеристике хидросфере, утицаје које водена средина има на живи свет као и међусобне утицаје водених организмама. Хидробиологија изучава и карактеристике и прилагођености појединих водених организама (биљака и животиња) условима станишта, њихову просторну и временску дистрибуцију. Хидробиологија обухвата океанологију (проучава Светско море) и лимнологију (проучава копнене, углавном слатке воде). Океанографска истраживања спадају у ред најсложенијих и најскупљих еколошких истраживања која интензивно изводе углавном економски најразвијеније и најбогатије земље. Пионири хидробиолошких истраживања у Србији били су академици и професори београдског Универзитета Синиша Станковић и Стеван Јаковљевић, као и др Ђорђе Протић.